# Антим Воденски
Антим (на гръцки: Άνθιμος, Антимос) е православен духовник, митрополит на Цариградската патриаршия.

## Биография
Роден е в Солун. През септември 1823 година е ръкоположен за ардамерски епископ.
Наследява поленинската епископска катедра в Дойран от Теодосий в 1831 година. Дякон на Антим в продължение на 15 години в Дойран е Агатангел Папагригориадис.
В 1841 година се сблъсква с надигащото се българско църковно движение, начело с кукушкия учител Димитър Миладинов и местния български първенец Нако Станишев. Димитър Миладинов първоначално поддържа добри отношения с Антим, но по-късно владиката го наклеветява пред османските власти като смутител на реда и Миладинов е принуден да бяга в родната си Струга.
В 1848 година Йордан Хаджиконстантинов – Джинот се опитва да отвори българско училище в Дойран, но е изгонен от владиката Антим, който му заявява: „Аз виждам, че си дошъл тук да размиряваш българите. До довечера да се махнеш от града“.
Кукушани решават да разширят църквата „Свети Георги“, за което владиката успява да издейства султански ферман. При разрушаването на старата църква са открити стари български ръкописни книги и 20 000 гроша. Владиката Антим изгаря ръкописите и взима парите, заради което кукушани се оплакват на солунския архиепископ. Владиката е временно задържан в Солун и на негово място е изпратен Атанасий, но скоро е направен опит Антим да бъде върнат и кукушани правят ново оплакване, вследствие на което Антим е повишен в митрополит и е преместен във Воденска епархия. В 1858 година Антим заминава за Цариград и умира на 1 февруари 1859 година в Цариград в къщата на митрополит Дионисий Никомидийски.